# Geschichte Farchants

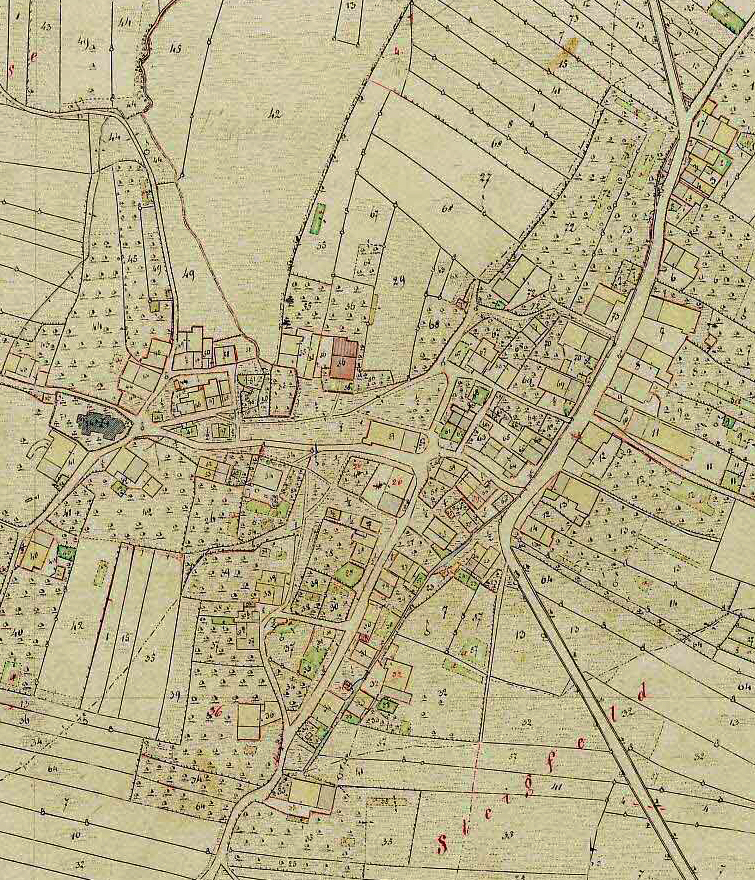
Karte der Gemeinde Farchant von 1861 ohne dem Mühldörfl

Der erste schriftliche Beleg für die Geschichte Farchants im Werdenfelser Land in Oberbayern ist eine Notiz aus den Jahren 791 bis 802 in einer Streitsache zwischen Graf Irminher aus dem Tiroler Inntal und Bischof Atto von Freising. In dieser Notiz bekunden Graf Irminher und Bischof Atto, den Streit wegen der Farchanter Kirche beizulegen. Archäologische Funde im Gebiet der heutigen Gemeinde Farchant gehen jedoch weiter zurück und legen eine Besiedlung seit vorrömischer Zeit nahe.
Die Geschichte von Farchant ist untrennbar mit der Herrschaft des Hochstifts Freising im Werdenfelser Land verbunden, die über 500 Jahre, von 1294 bis zu ihrer Auflösung durch den Reichsdeputationshauptschluss von 1803 dauerte. Anschließend kam der Ort zu Bayern, und im Zuge der Verwaltungsreformen im Königreich Bayern entstand mit dem Gemeindeedikt von 1818 die heutige Gemeinde. Mit dem Bahnanschluss Ende des 19. Jahrhunderts begann ein starkes Bevölkerungswachstum, das bis um Anfang des 21. Jahrhunderts anhielt.

## Archäologische Funde

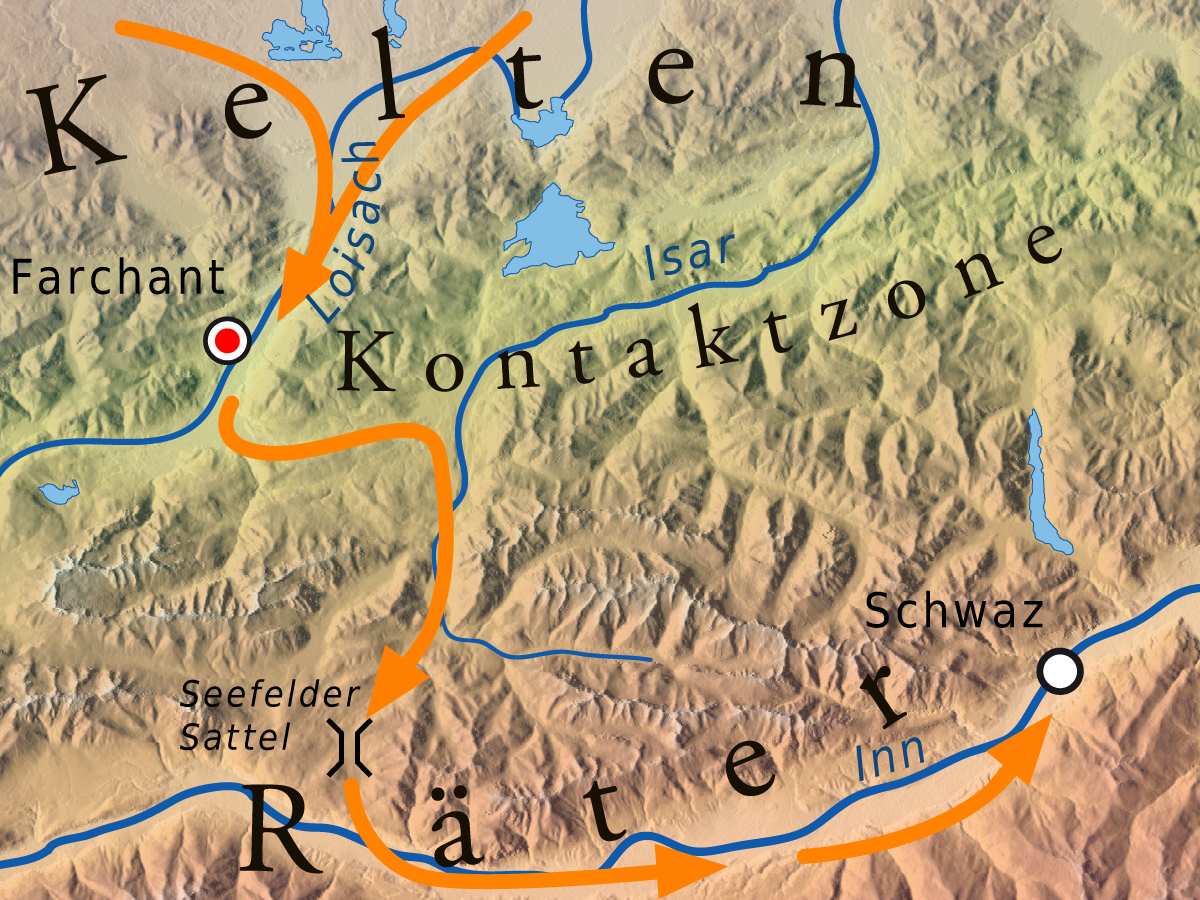
Die Gegend um Farchant lag in der Kontaktzone zwischen den Kelten und den Rätern sowie an einem wichtigen Verkehrsweg zwischen dem Voralpenland und dem Tiroler Inntal (orange Pfeile).

Schon seit der Bronzezeit spielte das Loisachtal als Verkehrsweg zwischen dem bayerischen Voralpenraum über den Seefelder Sattel ins Inntal eine wichtige Rolle. Das für die Bronzeherstellung im Voralpenraum so wichtige Kupfer musste aus dem Inntal beschafft werden, das besonders in der Schwazer Gegend reich an Kupfererzen war. Bis 1993 waren dies jedoch nur theoretische Überlegungen, denn es konnte in Südbayern nur für einen Fund aus dem Starnberger Raum die Verwendung von Schwazer Kupfer archäologisch bestätigt werden.
Der Oberammergauer Emil Bierling fand bei einem Spaziergang im September 1993 auf dem Spielleitenköpfl Keramikscherben, Bronzefibeln, Bronzegussstücke, Eisengerät und verbrannte sowie unverbrannte Knochen. Um den Wert der Fundstücke prüfen zu lassen, schickte er diese an das Institut für Vor- und Frühgeschichte der Ludwig-Maximilians-Universität in München. Die Akademische Direktorin am Institut, Amei Lang, begutachtete die Stücke und datierte diese in die jüngere Hallstattzeit. Ebenfalls fand Emil Bierling in der Nähe des heutigen Friedhofes eine Pferdchenfibel, sie wird der Frühlatènezeit, ca. 450–300 v. Chr. zugeordnet.
Bei ersten Grabungen konnten ein Brandopferplatz, Teile eines hallstattzeitlichen Eimers sowie zahlreiche Fibeln, Keramiken und Werkzeuge aus Stein, Bronze und Eisen gesichert und dokumentiert werden. Das Resümee der Grabung ist, dass der Fundplatz an einem Verkehrsweg zwischen dem Inntal und dem Alpenvorland gelegen sein musste, da südbayerische wie inneralpine Elemente vertreten sind. Ebenso stammt das bei den Bronzegegenständen verwendete Kupfererz mit größter Wahrscheinlichkeit aus dem Inntal. Die Pferdchenfibel ordnet das Grabungsteam den Kelten zu; das unterstreicht, dass die Gegend um Farchant als direkte Kontaktzone zwischen Kelten und Rätern angenommen werden kann.
Bei Grabungen 2009 fand das Grabungsteam Grundmauern von zwei kleineren Kultgebäuden aus der Hallstattzeit. Sowie in einer in den Kalkfels eingehauenen Grube überraschend grobkeramische Scherben, die von Gefäßen aus der jüngeren Bronzezeit stammen. Diese Fundstücke sind auf etwa 1700 v. Chr. bis 1500 v. Chr. zu datieren und damit ein Beweis, dass schon 1000 Jahre vor der Errichtung der Kultgebäude auf dem Spielleitenköpfl Opfervorgänge stattgefunden haben. Eher unwahrscheinlich erachtet das Grabungsteam, dass sich eine Höhensiedlung der jüngeren Frühbronzezeit an dieser Stelle befunden hat. Die Grube ist als Deponierung zu sehen, die in dieser Zeit recht häufig an unzugänglichen Plätzen angelegt wurden. Dennoch belegt dieses am weitesten in die Alpen vorgeschobene und frühbronzezeitliche Fundensemble, die Bedeutung des Loisachtals als Teil eines frühbronzezeitlichen Verkehrswegs zwischen dem Alpenvorland und dem Inntal.

## Römische Herrschaft

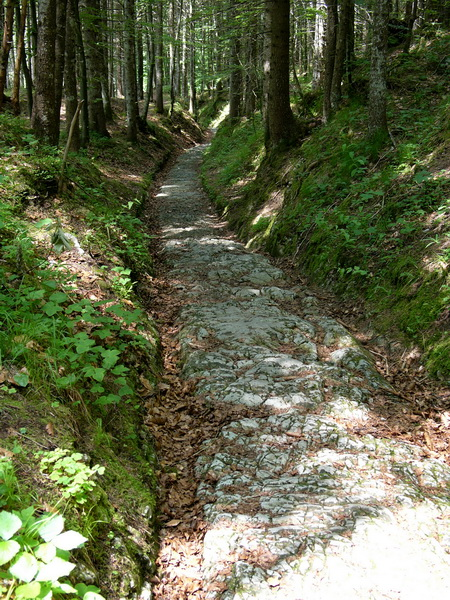
Die Via Raetia bei Klais

In dem vom römischen Kaiser Augustus geführten raetischen Krieg unterwarf der Feldherr Drusus im Jahr 15 v. Chr. die Räter und besetzte dabei das Gebiet um Farchant. In den Jahren 195–210 v. Chr. ließ Kaiser Septimius Severus den bereits seit Jahrhunderten vorhandenen Saumpfad über die Alpen zu einer Handels- und Militärstraße, der Via Raetia, ausbauen. Diese Straße führte über Verona – Trient – Sterzing (Vipiteno) – Matrei am Brenner (Matreio) – Wilten/Innsbruck (Veldideno) – Zirl (Teriolis) – Mittenwald (Scarbia) – Partenkirchen (Parthanum) nach Augsburg (Augusta Vindelicum). Während dieser Zeit verbesserten die Römer den bei Farchant befindlichen Saumpfad durch Brückenbauten und Wasserregulierungen. Diese Straße stellte nach ihrer Fertigstellung die kürzeste Verbindung von Rom nach Augsburg dar und lief dabei der älteren Via Claudia Augusta den Rang als primäre Verkehrsverbindung zwischen Rätien und Rom ab.

## Mittelalter

### Germanisierung
Im 5. Jahrhundert war das Gebiet des heutigen Werdenfelser Landes immer noch Teil der weströmischen Provinz Raetia, obwohl die römische Führungsschicht die Provinz schon verlassen hatte. Im Jahr 526 starb der König der Ostgoten und der Herrscher von Italien, Theoderichs der Große. Ab diesem Zeitpunkt schwand der Machteinfluss aus Italien in den Gebieten nördlich der Alpen, so dass das aufstrebende Frankenreich unter den Merowingern formell die Herrschaft über die ehemalige Provinz Raetia übernahm. Mitte des 6. Jahrhunderts bildete sich aus verschiedenen Volksgruppen der Stamm der Baiovarii (Bajuwaren). Dieser, von der fränkischen Oberhoheit nicht ganz unabhängige Stamm siedelte im gesamten heutigen Altbayern, mit Ausnahme der Grenzgebieten im Norden, Osten und Süden. Um 600 n. Chr. entstanden schließlich im Loisachtal, an der noch in Teilstücken gut zu befahrenden Römerstraße Via Raetia im Auftrag des bayerischen Herzogs Tassilo I. neue bayerische Ortschaften. Das zu besiedelnde Gebiet war jedoch nicht menschenleer, denn die Siedler trafen in den Alpentälern auf die Reste der romanisierten keltischen und rätischen Urbevölkerung, die sich mit den Nachkommen der an den Reichsgrenzen eingesetzten germanischen Söldnern vermischt hatte. Wahrscheinlich entstanden die neuen Siedlungen auf den von Römern kultivierten Böden. Farchant befand sich ebenfalls unter den neuen Ortsgründungen sowie etwa zwei Kilometer südlich davon das etwas kleinere Aschau. Die Siedler nannten ihre neue Siedlung nach dem vorherrschenden Landschaftsbild Forchheida (Föhrenheide). Die Heimatforschung geht davon aus, dass diese neuen Siedlungen direkt dem Herzog unterstanden.
Die ersten Gründer des Ortes (etwa ein halbes Dutzend Familien) hausten in einfachen Blockhäusern und betrieben ihre Dreifelderwirtschaft ausschließlich südlich der Linie Spielleitenweg-Gern-Wankstraße. Nördlich der kleinen Ortschaft grenzte das gewaltige Loisachmoos an, das in das Murnauer Moos überging. Bei dem Bau der Eisenbahnlinie von München nach Garmisch fanden die Bauarbeiter im Jahr 1889 im Bereich des heutigen Bahnhofs in Farchant etwa 20 Reihengräber aus der Zeit um 650. Die heidnischen Grabbeilagen sind bis heute verschollen. Man kann jedoch durch diesen Fund mit Sicherheit ausgehen, dass die ersten Siedler Farchants noch Heiden waren.

### Christianisierung
Um 750 bekehrten irische und schottische Mönche das Oberland zum Christentum, wobei die Gründung namhafter Klöster in der Umgebung Zeugnis ablegen: Schlehdorf und Benediktbeuern 740, Polling 757 und Scharnitz 763. Es wird vermutet, dass sich in dieser Zeit die Einwohner Farchants und Aschaus zum Christentum bekehrten und eine Holzkirche in Forchheida errichteten. Diese Kirche ersetzte eine alte Kultstätte der heidnischen Ortsgründer. Ihre Toten bestatten die Farchanter seitdem nicht mehr in Reihengräbern, sondern auf dem Friedhof bei der Kirche.

### Erste schriftliche Erwähnung

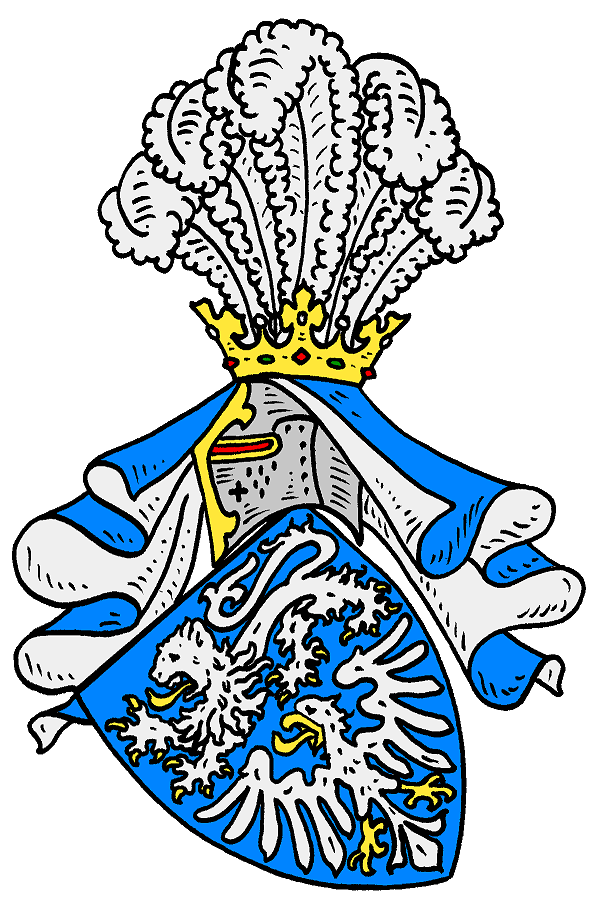
Wappen derer von Andechs

Bei der ersten schriftlichen Erwähnung von Farchant handelt es sich um eine Notiz aus den Jahren 791 bis 802 in einer Streitsache zwischen Graf Irminher aus dem Tiroler Inntal und Bischof Atto von Freising. Mit diesem vom Schreiber Tagabert einfach Zettel genannten, schriftlichen Beleg vereinbarten die beiden, in Zukunft weiteren Streit wegen der Farchanter Kirche zu vermeiden.

„PRO ECCLESIA QUI DICITUR FORAHHEIDA
NOTITIA, QUALITER IRMINHERI SEU ALII SOCII EIUS QUAM PLURIMI QUI IN HOC CONTENTIONE CONIUCTI FUERANT CONTRA ATTONEM EPISCOPUM PRO ECCLESIA QUAE SITA EST IN LOCO NUNCUPANTE FORCHEIDA VICTI ATQUE LEGITIME SUPERATI REDDIDERUNT IN MANUS ATTONIS EPISCOPI IPSAM ECCLESIAM SEU QUIQUID AD ILLAM LEGIBUS PERTINERE VIDE BATUR ET STATUERUNT, UT NULLA CONTENTIO AMPLIUS EX ORTA ALIQUANDO ES IPSIS FUISSET
IMPRIMIS IPSI TESTES EXTITERUNT QUI ANTE CONTRADIXIER UNT, HOC EST IRMINHERI, HRODLANDT, DEOTMAR, REGINO. DENIQUE ALII TESTES ADDUCTI SUNT QUI HOC AUDIERUNT ET VIDERUNT HOC EST. REGINHART; NIPOLUNC, KAGANHART, OADALKER, HITTO,
EGO QUIDEM TAGABERTUS HANC CARTULAM SCRIPSI VISSIONE ATTONIS EPISCOPI.“

### 11. bis 13. Jahrhundert
Um 1100 lag die Grundherrschaft in Farchant fast ausschließlich in den Händen des Adels und der Ritterschaft. Am häufigsten werden die mächtigen Grafen von Dießen-Andechs als Herren über Menschen, Tier und Grund genannt. Nur langsam bekamen die Klöster des bayerischen Oberlands durch Schenkungen Einfluss auf das Dorf. Es lassen sich 1060 Graf Otto von Dießen-Andechs und um 1070 der Graf Ambras in Tirol mit je einem Anwesen, der Ritter Rudolf von Ohlstadt mit zwei Anwesen in Farchant nachweisen. Die aus einer in Andechser Diensten stehenden Familie stammende Wiltrud von Hohenwart gründete 1081 in der Nähe von Schrobenhausen ein Frauenkloster. Zur Gründung verschenkte sie ihr gesamtes Vermögen, darunter einen Hof aus Farchant. Ein weiterer Andechser Dienstmann, Bernhard von Weilheim vermachte seiner Tochter Mechthild bei ihrem Eintritt in das Frauenkloster Wessobrunn ebenfalls einen Hof in Farchant.
Um 1200 wurde auf einem schroffen Felskegel über der Straße zwischen Garmisch und Farchant die Burg Werdenfels errichtet. Der Gründungszeitpunkt der Burg wird in der Burgenforschung kontrovers diskutiert. Die Erbauung dürfte jedoch zwischen den Jahren 1180 und 1230 anzusetzen sein. Der Bauherr und die Zweckbestimmung der ursprünglichen Anlage sind ebenfalls unbekannt.
Dass die Bewohner des Dorfes mehrheitlich in Leibeigenschaft lebten, macht eine Urkunde des Marschalls Berthold von Schiltberg aus dem Jahre 1247 deutlich. Mit dieser Urkunde verzichtete er zugunsten des Klosters Dießen auf alle Ansprüche „über das Weib des Diemar zu Vorchhaim und deren Kinder“. Seine Schwiegermutter hatte diese Untertanen dem Kloster Dießen geschenkt.

### Unter Freisinger Herrschaft

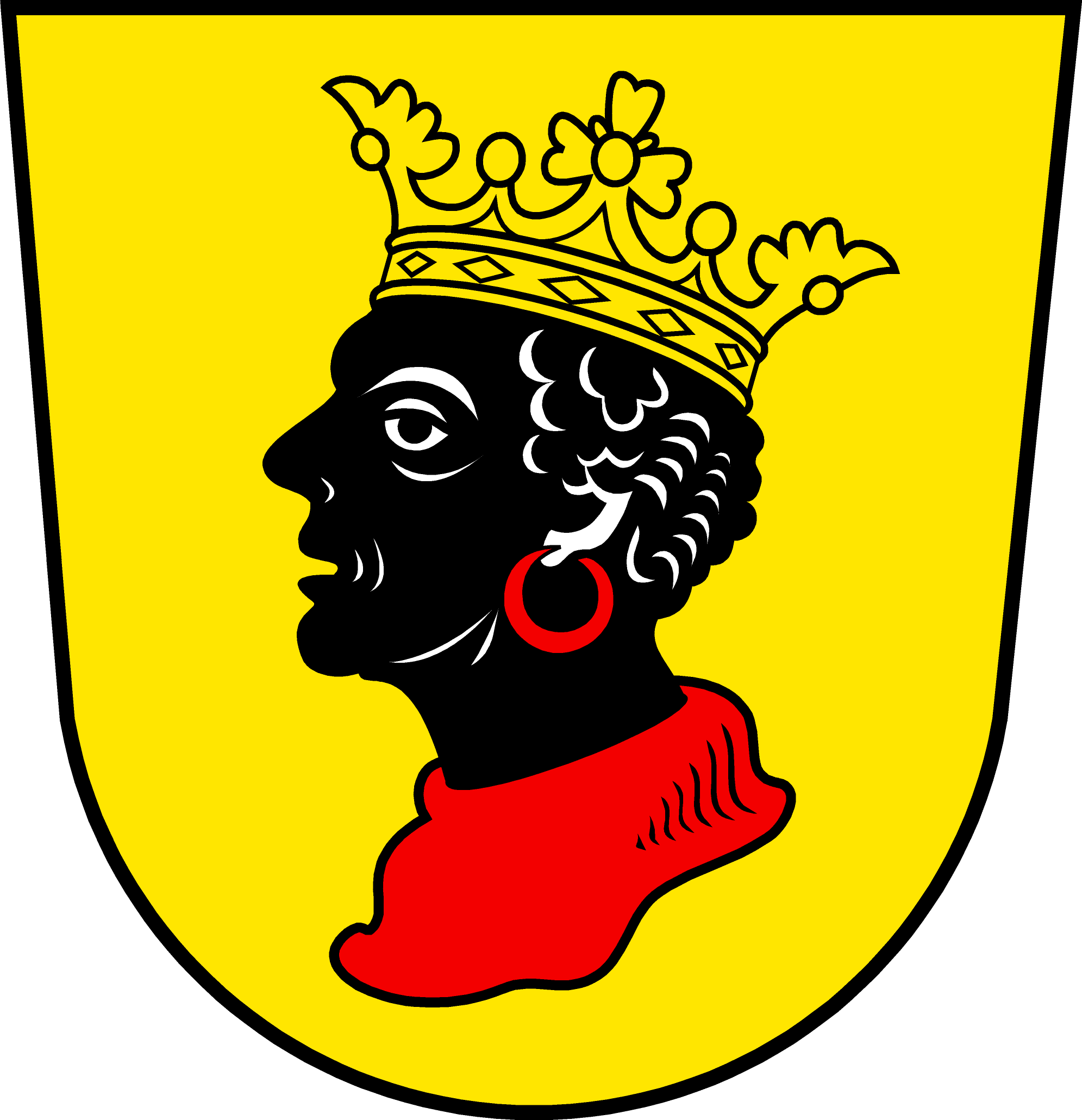
Wappen des Hochstifts Freising

1249 wechselte für 250 Pfund Augsburger Münzen die Burg Werdenfels und die Feste Falkenstein mit ihrem Umland den Besitzer. Ritter Schweiker von Mindelberg verkaufte an Bischof Konrad von Freising sein Vermögen im oberen Loisachtal. Dazu gehörten neben den zwei Burgen, die Wälder und Berge zwischen Plansee und Partnach sowie von der Zugspitze bis zum „Hängenden Stein“ bei Oberau. Ebenso gingen die Fischwasser der Loisach sowie des Eibsees an den Bischof. Bis zu diesem Zeitpunkt war der Freisinger Bischofsstaat im oberen Loisachtal durch bloße Grundherrschaft in Erscheinung getreten. Jetzt rückte er zu Gerichts- und Verwaltungsmacht vor, der drei Dörfer unterstanden: Germarsgau (Garmisch), Aschau und Vorchhaidt (Farchant). Auf die Burg zog ein Ritter als Burghüter und Richter ein.
1294 dehnte der Freisinger Bischof Emicho durch Käufe die Macht des Hochstift Freising im Loisachtal entscheidend aus. Vom letzten Grafen von Eschenlohe erwarb das Hochstift die Märkte Partenkirchen und Mittenwald sowie das Isartal und das Karwendelgebirge. Die Freisinger fassten ihre gesamten Besitztümer zur Grafschaft Werdenfels zusammen, die damit das größte Teilterritorium des Hochstift Freising war. In einem Urbar ließ 1315 Emicho von Freising die Rechte und Besitztümer in der Grafschaft zusammenschreiben, hierbei wird auch Farchant erwähnt. Im Ort steht die St.-Andreas-Kirche und das Dorf hat einen eigenen Friedhof. Farchant gehörte zur Pfarrei Garmisch, die damals von Scharnitz bis nach Oberau reichte.
Der älteste urkundlich erwähnte Rechtsstreit der Farchanter stammt aus dem Jahr 1392. Seit alten Zeiten genießen sie im Estergebirge hinter dem Fricken das Weiderecht. Das erst ein halbes Jahrhundert alte, jedoch schon sehr mächtige Kloster Ettal besaß am Esterberg eine Schwaige. Die schon länger schwelenden Grenzstreitigkeiten zwischen Weide und Schwaige wurden durch einen Vergleich beigelegt.

### Verlegung des Ortes Aschau nach Farchant
Ein bedeutendes Ereignis der Ortsgeschichte geschah im Jahre 1494. In einem bis ins Detail ausgeklügelten Vertrag beschlossen neun Grundherrschaften, das Dorf Aschau mit seinen 13 Höfen nach Farchant zu verlegen. Über die Gründe kann nur spekuliert werden, wahrscheinlich war das Absinken oder das Ausbleiben von Quellwasser dafür verantwortlich. Ebenso wird vermutet, dass mit der Räumung eine Art Flurbereinigung durchgeführt wurde, da viele Aschauer gleichzeitig in Farchant ansässig waren. Der Ort selbst wird schon zwischen 1200 und 1300 als „Ascha“ oder „Aschaw“ erwähnt. Der Name Aschau ist nicht auf „Asche“ oder „abbrennen“ zurückzuführen, wie die mündliche Überlieferung vermittelt, sondern der Name kann mit ziemlicher Sicherheit als „Eschenau“ gedeutet werden.

## Neuzeit bis Anfang 19. Jahrhundert

### 16. Jahrhundert
Im Jahre 1525 wüteten in weiten Teilen des Heiligen Römischen Reiches Deutscher Nation die Bauernaufstände. Insbesondere Schwaben war Schauplatz des Bauernkriegs. Das Werdenfelser Land mit Farchant blieb davon jedoch unberührt, da viele der geforderten Freiheiten die Bewohner schon von alters her genossen. Jeder in der Grafschaft ansässige Mann genoss die unentgeltliche Nutzung des Waldes und einen Anteil an Jagd und Fischfang. Ebenso waren harte Frondienste in Werdenfels eher selten, und die Bewohner konnten einen eigenen Richter wählen. Dies alles wollten die Werdenfelser Bauern nicht aufs Spiel setzten und schlossen sich daher den schwäbischen Haufen nicht an.
Ein erstes genaueres Bild vom ganzen Ort wird anhand der Steuertabelle aus dem Jahr 1546 sichtbar: Das Dorf besteht aus der gotischen St. Andreaskirche mit einem stattlichen Spitzturm sowie aus 31 Häusern in vier Ortsteilen. Das Unterdorf bildete mit 16 Häusern eindeutig den Schwerpunkt des Ortes. Es gab einen Huf- sowie einen Kesselschmied. 38 Haushalte lassen auf eine Bevölkerungszahl von etwa 200 Personen schließen. Nach mehrmonatigen Ringen konnte 1554 in einem Grenzstreit zwischen Farchant und dem bayerischen Oberau ein Vergleich gefunden werden. Als besondere Grenzpunkte wurden der Schafkopf, das Steinerne Brückl und die Fermeslain hervorgehoben. Diese drei Punkte markierten noch 250 Jahre später die Grenze zwischen Werdenfels und Bayern.

### Hexenprozesse
Ende des 16. Jahrhunderts kam es in der Grafschaft zu aufsehenerregenden Hexenprozessen, bei denen zwischen den Jahren 1590 und 1591 51 Personen als Hexen verurteilt und hingerichtet wurden. Unter diesen Personen befand sich mit Simon Kembscher zudem ein Mann. Insgesamt wurden in dieser Zeit 127 Personen der Hexerei beschuldigt (→ Hexenverfolgung).
1583 wurde der leicht beeinflussbare Caspar Poißl von Atzenzell neuer Pfleger in der Grafschaft Werdenfels. Die Bewohner des Landes waren schon die Jahre zuvor sehr unruhig. Pestepidemien, Krankheiten, Hagelschauer, der die Felder verwüstete, und verendete Tiere verängstigten die Allgemeinheit. Während der Vorgänger des neuen Pflegers noch mäßigend bei Anschuldigungen von Hexerei einwirkte, stießen sie bei Poißl auf offene Ohren. Als die aus Tirol stammende Ursula Klöck vom Eibseefischer der Hexerei beschuldigt wurde, ließ der Pfleger sie am 28. September 1589 in das Garmischer Amtshaus abführen. 10 Tage später wurden noch zwei weitere Frauen festgenommen und in den Kerker gesteckt. Alle drei Frauen begutachtete der erfahrene Schongauer Scharfrichter und Hexenfinder Jörg Abriel, und der Pfleger Poißl schrieb an seine Vorgesetzten über dessen Urteil: „… alle drei Weiber als Unholde befunden, weil er an ihnen das Teufelszeichen wirklich entdeckt habe.“ Mit der peinlichen Befragung presste der Pfleger Geständnisse aus den Frauen heraus, ebenso wurde durch Zeugenbefragung eine weitere Frau verdächtigt, die im Dezember ebenfalls festgenommen wurde. Die vier Beschuldigten verfrachtete der Pfleger anschließend in den Kerker der Burg Werdenfels. Ohne Genehmigung der Regierung aus Freising folterte Poißl weiter und verdächtigte immer mehr Frauen. Am 21. Dezember beging eine der Frauen Selbstmord, im Anschluss daran führte der Pfleger im Januar den ersten Malefizrechtstag durch und verurteilte die Frauen zum Tode. Es folgten noch sechs weitere Malefizrechtstage, die Verurteilten verbrannte in den meisten Fällen der Schongauer Scharfrichter bei lebendigem Leibe.
Aus Farchant ergriffen die Schergen des Scharfrichters im Sommer 1590 Rosina Krin, eine Mutter von drei Kindern. Sie wurde beschuldigt, einer kranken Nachbarin nachts „aufgesessen“ zu sein und mit dem Teufel im Bunde zu stehen. Sie gestand unter Folter eine Beziehung zu einem „großen Mann mit schwarzen Gewand“, der heimlich bei ihr aus und ein ging. Im September 1591 wurde das gesamte Vermögen der Familie Krin aufgenommen und auf 59 Gulden veranschlagt, und wenig später geht die Krinin den schrecklichen Gang auf den Scheiterhaufen. Es ist nicht bekannt, ob der Witwer für die Kosten des Verfahrens aufkommen musste, es ist jedoch davon auszugehen.

### 17. Jahrhundert

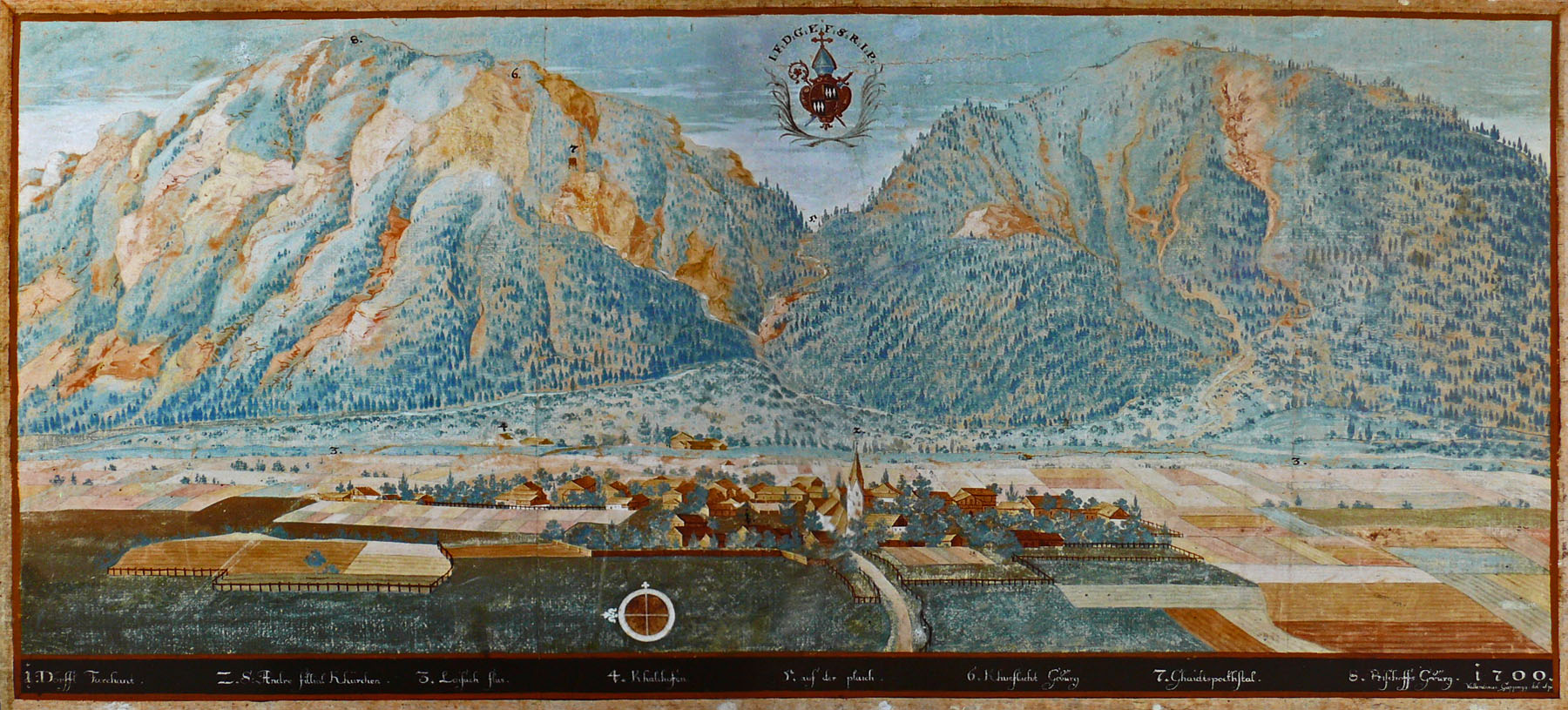
Farchant im Jahre 1700, gemalt vom Freisinger Hofmaler Valentin Gappnig

Zu Beginn des 17. Jahrhunderts bestand das Dorf Farchanndt aus der gotischen Kirche und 43 Häusern, von denen kein einziges gänzlich gemauert war und der allergrößte Teil in reiner Holzbauweise errichtet worden war. Der Ort besaß mittlerweile eine Tafernwirtschaft sowie eine Mahl- und Sägmühle. Die vier Ortsteile sind noch klar voneinander zu unterscheiden. Der Ort bestand aus 50 Haushalten und zählte etwa 300 Einwohner. Im Jahre 1623 erreichte eine Hungersnot in Farchant ihren Höhepunkt. Schon seit sieben Sommern hatte Hagelschlag und Gewitterschauer fast die gesamte Getreideernte des Dorfes vernichtet. Dürre und Mäusefraß trugen zusätzlich zu ständigen Missernten bei. Um der Hungersnot beizukommen, ließ der Bischof von Freising beträchtliche Mengen von Getreide in Niederbayern ankaufen. Die Farchanter rückten den Getreidemangel auf ihre Weise zu Leibe: Jeden Sonntag, solange das Korn auf den Feldern stand, zogen sie mit Fahnen und unter Glockengeläut durch die Fluren. Hochbetrieb herrschte dagegen an den zwei Kalköfen. Auf der großen Baustelle des Freisinger Dombergs wurden große Mengen Kalk benötigt, der unter anderem auch aus Farchant stammte. Der Hauptwirtschaftszweig von Farchant war im 17. Jahrhundert neben der Landwirtschaft vor allem die Flößerei. 1624 schlugen die Farchanter 1030 Stämme Holz, das entspricht etwa 90 Flößen, die hinaus nach Bayern gingen. Dazu kamen elf Ladungen Holzkohle sowie zwei Ladungen Halbfertigware.

### Pest
In den Monaten Juli und August des Jahres 1634 erreichte die Pest in Farchant ihren Höhepunkt, als in kurzen Abständen acht Menschen durch die Seuche ihr Leben verloren. Die Anzahl der Bewohner ging von 1624 bis 1640 um etwa 30 bis 40 Personen zurück. Dies kann nur als grobe Schätzung angesehen werden; wie viele Menschen tatsächlich in dieser Zeit an der Beulenpest starben, ist nicht bekannt.

### Dreißigjährige Krieg

Grafik der Schanzanlagen in Farchant
Roter Keris: „Steinernes Brückl“

Im Jahre 1632 erreichte der Dreißigjährige Krieg das Bayerische Oberland. Um nicht in die Hände der Schweden zu fallen, floh der Freisinger Fürstbischof Veit Adam zuerst in die zum Hochstift Freising gehörenden Grafschaft Werdenfels und später weiter nach Innichen in Südtirol, das ebenfalls unter Freisinger Herrschaft stand. Der Kanzler des Bischofes, Dr. Plebst, handelte mit den anrückenden Schweden für 30.000 Gulden einen Schutzbrief aus, der die Freisinger Besitztümer schonen sollte. Kurbayern stand jedoch mit den Schweden im Krieg, so dass es für den bayerischen Kurfürsten Maximilian Verrat war. Aus Vergeltung überfiel er am 5. Mai 1632 die Residenzstadt Freising. Der Kommandeur der Truppen forderte noch 5000 Gulden Brandschatzung. Nur einen Tag später quartierte sich der schwedische König Gustav II. Adolf auf dem Freisinger Domberg ein und marschierte am 18. Mai in München ein. Viele Dörfer im Oberland gingen in der folgenden Zeit in Flammen auf, Murnau wurde im Mai 1632 von einer schwedischen Reiterabteilung besetzt und gegen eine Brandschatzung von 300 Gulden nicht abgebrannt. Nach Oberammergau und Eschenlohe plünderten die Schweden im Juni 1632 Ettal. Das Werdenfelser Land blieb jedoch verschont. Der Pfleger der Grafschaft ließ dennoch die Straße am Steinernen Brückl unpassierbar machen, obwohl der Abzug der Schweden bereits absehbar war.
1646 kam der Krieg der Grafschaft Werdenfels wieder bedrohlich nahe, selbst die Tiroler Landesherren forderten, am Steinernen Brückl eine Schanze zu bauen:

„… mittls aines Durchschnitts von ainem gepürg ans andere durch das Farchanter Moos … ain allgemein nuziges Defensions-Werkh anzulegen.“

Nach vielen diplomatischen Gesprächen und Schriftwechsel einigten sich letztendlich Tirol, Bayern und Freising im November 1646, am Steinernen Brückl die Schanze zu errichten. Sofort begann der Bau, jedoch musste dieser kurze Zeit später wegen des nahenden Winters eingestellt wurden. 1647 verfolgten die Werdenfelser das Projekt mit weniger Eifer, da die Kriegsschauplätze sich wieder entfernt hatten, Werdenfels war wieder verschont geblieben. Als es im Frühjahr 1648 erneut bedrohlich wurde, ordneten die Freisinger an, die Schanze schnellstmöglich fertigzustellen. Dies gelang schließlich bis Ende April, und der Werdenfelser Pfleger ließ an der Schanze Schützen als Wachen aufstellen sowie Wasser in die Gräben leiten. Der Dreißigjährige Krieg endete am 24. Oktober 1648 mit dem Westfälischen Frieden, und die Grafschaft Werdenfels musste während des 30 Jahre dauernden Krieg keinen einzigen Angriff der Schweden abwehren.

### Spanischer Erbfolgekrieg

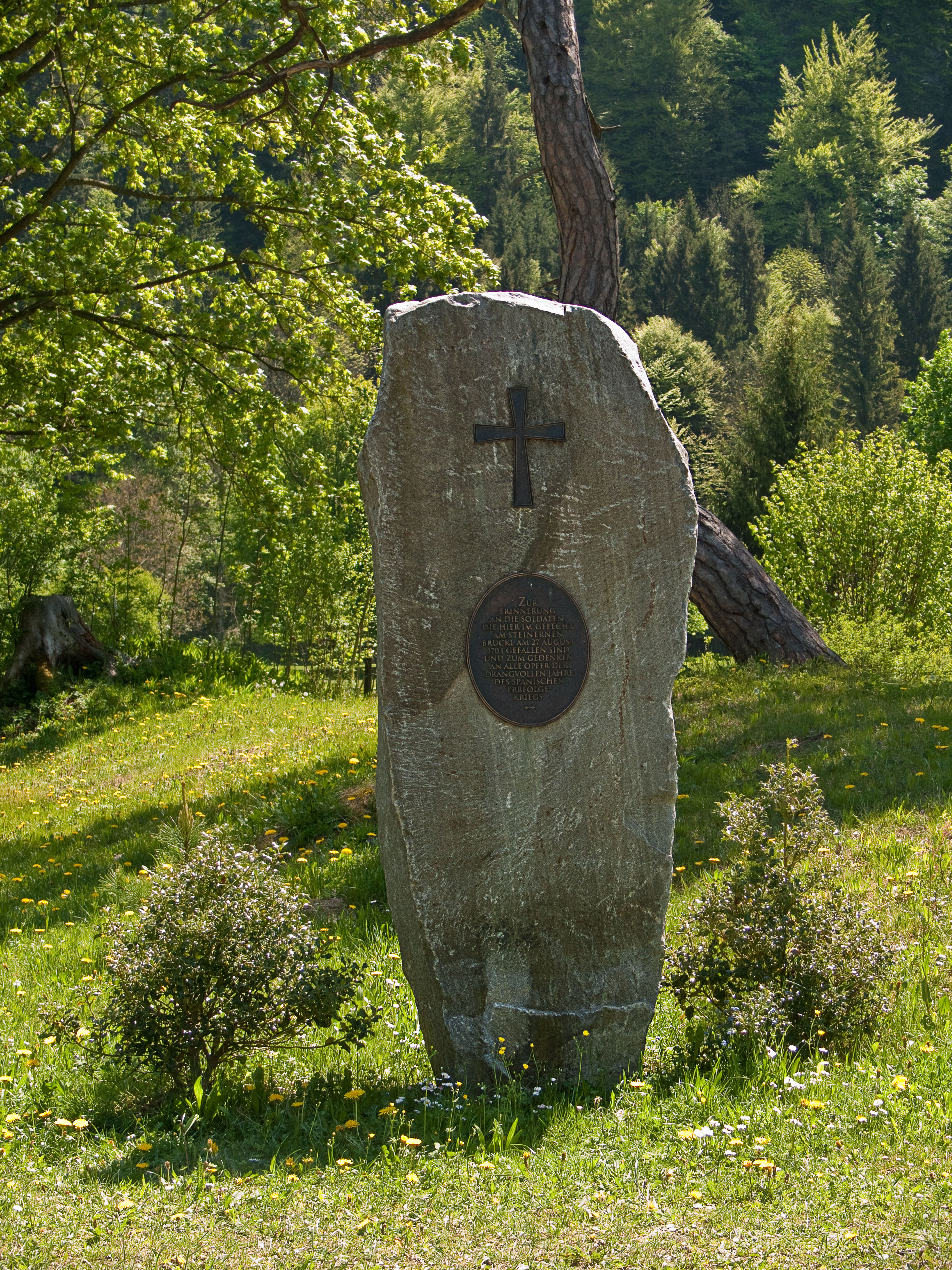
Gedenkstein zur Schlacht am Steinernen Brückl an der Neuen Schanz östlich der Loisach in der Nähe des Röhrlebach

Die Grafschaft Werdenfels lag im Spanischen Erbfolgekrieg zwischen den Fronten der Habsburger und Wittelsbacher. Der Freisinger Fürstbischof Johann Franz versuchte in dieser Konfrontation Neutralität walten zu lassen, und er wies den Werdenfelser Pfleger an, mit den Tirolern wie mit den Kurbayern ein gutes nachbarschaftliches Verhältnis zu pflegen. Als im Jahre 1702 der Konflikt zudem im Loisachtal zu eskalieren drohte, begannen die Bayern mit erneuten Arbeiten an einer Schanze in der Gegend um das Steinerne Brückl, diesmal jedoch um mögliche Angriffe der Österreicher aus dem Süden abwehren zu können. Kurz vor Weihnachten konnte der Palisadenwall mit Wassergraben fertiggestellt werden. Dies Schanze zog sich über das ganze Tal, nur unterbrochen durch die Loisach, und war insgesamt etwa 1,6 km lang.
Am 27. August 1703 kam es an der Schanze zur sogenannten Schlacht am Steinernen Brückl. Etwa 11.000 österreichische und Tiroler Truppen hielten das Werdenfelser Land besetzt. Die kurbayerischen Truppen befanden sich auf den Rückzug, und nur 900 Mann hielten die Stellung an der Schanze. Die Bayern hatten gegen die Übermacht der Kaiserlichen keine Chance, so dass sich nach vier Stunden Gefecht der kurfürstliche Hauptmann Berdo mit seinen Offizieren und 60 Soldaten den Österreichern ergeben musste.

### Kirchenneubau

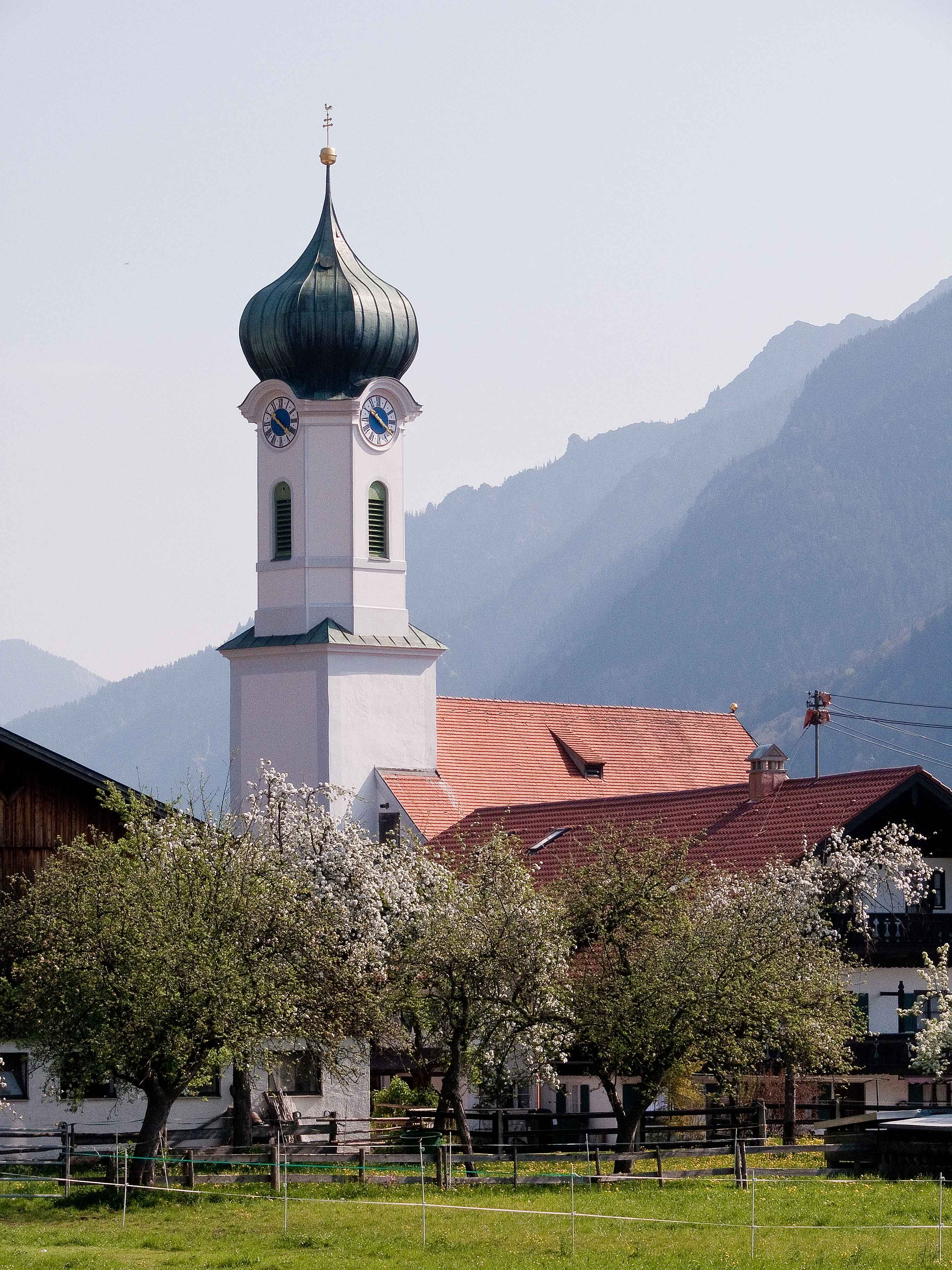
Die St.-Andreas-Kirche in Farchant von Südwesten

Anfang des 17. Jahrhunderts hatte die Farchanter St. Andreaskirche zwar eine erlesene Vergangenheit und eine reiche Ausstattung, dieser stand allerdings eine kirchliche Irrelevanz gegenüber. Die Kirche stand fast das ganze Jahr leer, nur neun Gottesdienste hatte der Garmischer Pfarrer für Farchant angesetzt, selbst zur Taufe mussten die Bewohner nach Garmisch, was zu vielen Klagen führte. Um diesen Zustand zu bessern, versuchten die Farchanter, eine eigene Pfarrei zu werden. Sie stritten und klagten mit dem Bistum und der Pfarrei Garmisch über 100 Jahre, was jedoch keine Verbesserung einbrachte. Am 24. Mai 1700 wurde die erste Gottesdienstordnung zwischen der Pfarrei Garmisch und der Gemeinde Farchant besiegelt, und etwa drei Jahrzehnte lang herrschte Ruhe im Farchanter Kirchenstreit. 1727 brachen die Farchanter, mit Erlaubnis des Freisinger Bischofs, die alte gotische Kirche ab und bauten für 4.400 Gulden in zweijähriger Bauzeit nach Plänen des Münchner Stadtmaurermeister Johann Mayr d. J. das bis heute bestehende barocke Gotteshaus.

### Napoleonische Kriege
Im Jahre 1800 bekam Farchant die seit Jahren andauernden Napoleonischen Kriege zu spüren, denn kaiserliche Truppen besetzten das Werdenfelser Land. Am 12. Juni kam es zu Gefechten zwischen Franzosen und Österreichern in Eschenlohe und Oberammergau. In den nächsten Tagen rückten die Franzosen noch bis zum Steinernen Brückl vor und besetzten Oberau. Ein allgemeiner Waffenstillstand verhinderte einen Weitermarsch nach Farchant, das weiterhin von den kaiserlichen Truppen besetzt blieb. Aus vielen Berichten geht hervor, dass die Bevölkerung unter französischer Besetzung besser dran war als unter der kaiserlichen mit ihren vielen Kriegsvölkern. Auch die Farchanter sympathisierten mehr mit den Franzosen als mit den Besatzern aus den nahen Tirol.
Obwohl noch immer ein Waffenstillstand herrschte, planten 20 Tiroler Schützen, die in Farchant einquartiert waren, einen Überfall auf das Oberauer Wirtshaus Unterm Berg, in dem die Franzosen ihr Hauptquartier hatten. Den Mut für diese Tat hatten sich die Tiroler jedoch in einem Farchanter Wirtshaus angetrunken. Der Haufen rückte in der Abenddämmerung über den Kirchbichl in das französisch besetzte Bayern vor und schlug beim Wirtshaus Unterm Berg die Scheiben ein. Hinter ihrem Rücken hatte jedoch eine Gruppe Franzosen Stellung bezogen, da sie den Aufmarsch der Tiroler bemerkt hatten. Diese Plänkelei ging jedoch ohne Blutvergießen aus, da die Tiroler die Waffen streckten und sie von den Franzosen in aller Form am Steinernen Brückl einem österreichischen Offizier übergeben wurden. Die Franzosen erhielten von der Bevölkerung für diese Tat Anerkennung und Respekt, während auf die Kaiserlichen Schadenfreude und Gespött niederging.
Im November 1801 verloren die kaiserlichen Truppen bei Hohenlinden eine entscheidende Schlacht. Wenig später verließ Bayern das Bündnis mit Österreich und handelte mit Frankreich einen Sonderfrieden aus. Unterhalb des Steinernen Brückl konzentrierten die Franzosen eine gewaltige Streitmacht, und am 10. Dezember besetzten sie vom Walchensee her Wallgau als ersten Werdenfelser Ort. Kurz vor Jahresende mussten die Österreicher die Grafschaft Werdenfels räumen, die schließlich bis Ende Januar des Jahres 1802 die Franzosen besetzten. Die Französischen Besatzer blieben noch bis April in den Orten. In Geheimverträgen mit Frankreich hatte sich das Kurfürstentum Bayern die Einverleibung von 15 freien Reichsstädten, 13 Reichsabteien und sechs Hochstiften gesichert. Unter diesen Kleinstaaten befand sich auch das Hochstift Freising mit der Grafschaft Werdenfels. Am 20. August 1802 marschierten kurbayrische Truppen in das Werdenfelser Land ein. Mehr und mehr ging die Verwaltung in kurfürstliche Hände über, und am 26. November verloren die Farchanter endgültig ihre Freisinger Staatsbürgerschaft und wurden Untertane des Kurfürsten in München. Im Verlauf der Säkularisation und den Reichsdeputationshauptschluss 1803 verloren die Klöster die Grundherrschaft über alle Farchanter Anwesen, die der bayerische Staat übernahm.

## Neuzeit ab Anfang 19. Jahrhundert

### Selbständige Gemeinde
1811 wurden der bisherigen Steuerdistrikt in eine Gemeinde umgewandelt und bei dieser Gelegenheit legten die Behörden die Grenzen um den Ort neu fest. Als erster königlicher Gemeindevorsteher war Johann Kirchmayer im Amt. Die endgültige Selbstverwaltung der Gemeinde brachte im Zuge der Verwaltungsreformen im Königreich Bayern das zweite Gemeindeedikt vom 17. Mai 1818. Die Verwaltung der Gemeinde geschah durch einen Gemeindeausschuss, der sich aus Gemeindevorsteher und aus dem Gemeindepfleger zusammensetzte.

### Beginn des Tourismus

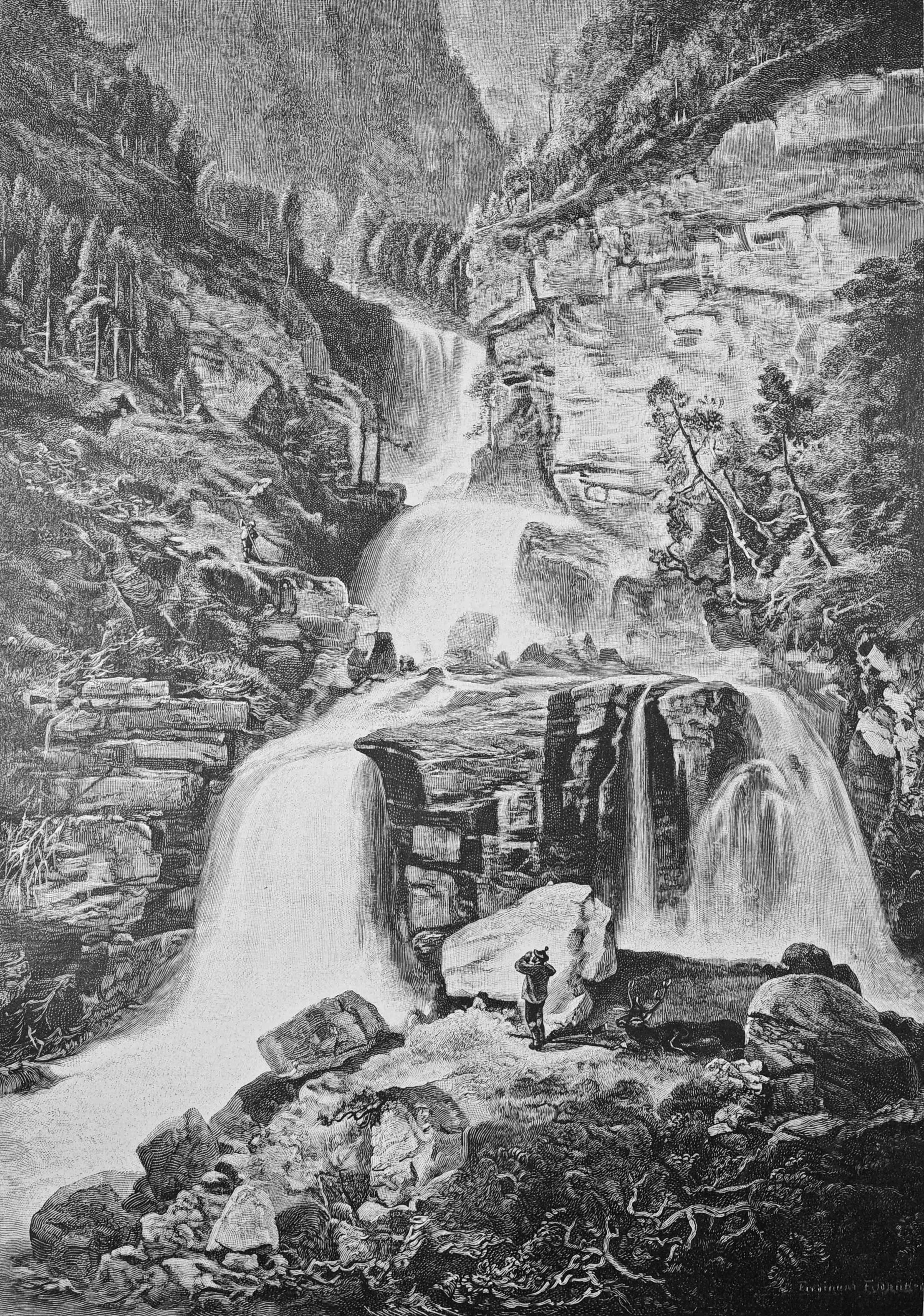
Holzstich der Kuhfluchtwasserfälle nach einem Ölbild von Ferdinand Feldhüter

Ab Mitte des 19. Jahrhunderts zog das Werdenfelser Land mit seinen Naturschönheiten viele Sommerfrischler an. Diese, von den Einheimischen „Fremde“ genannten Personen waren vor allem Künstler und Beamte aus München. In Farchant waren vor allem die Kuhfluchtwasserfälle, Esterbergalm, Krottenkopf, Reschbergwiesen und die Burgruine Werdenfels beliebte Sehenswürdigkeiten. So schrieb im Jahr 1897 die Gartenlaube:

„[…]eine wildromantische Schlucht[…]In ihr entspringt aus einem großen höhlenartigen Loch in einer gewaltigen nackten Felswand ein Bach, der in sieben schäumenden Wasserfällen zu Thal stürzt. Zu dem Kaskadenfall gelangt man von Farchant aus über Mühldörfl in dreiviertel Stunden auf einem bequemen bequemen und malerischen Wege.“

Ende des 19. Jahrhunderts führte noch keine Eisenbahn nach Farchant. In Murnau am Staffelsee war Endstation für die aus München aus gebaute Bahn. Die Sommerfrischler gingen den Weg nach Farchant von Murnau aus oft zu Fuß oder benutzten den als recht unzuverlässlich geltenden Postwagen. So beschwerten sich Reisende über „schlechte Straßen“ und „mangelhafte Posteinrichtungen“ die nur aus einem „traurigen gelben Postomnibus“ bestehe. 1889 baute dann die Lokalbahn Aktien-Gesellschaft die Strecke bis Garmisch-Partenkirchen aus. Auch Farchant erhielt einen Bahnhof, aber die erhoffte Erhöhung der Gästezahlen blieb erst einmal aus. Um den Fremdenverkehr anzukurbeln, ließ die Gemeinde die alte Mühlgasse zur Bahnhofsstraße ausbauen und errichtete mit der „Bahnrestauration Kuhflucht“ ein neues Gasthaus. Die Bevölkerungszahl von Farchant erlebte um die Jahrhundertwende eine Steigerung um 80 Prozent. Die Versorgung der Bewohner stellte der massenhafte Gütertransport auf der Schiene sicher. Der Immobilienhandel kam auch in Farchant in Schwung, und so entstanden auf ehemals landwirtschaftlichen Flächen um den alten Ortskern herum Villen und Landhäuser. Die ehemalige Mühlgasse expandierte zur neuen Entwicklungsachse in Farchant. Der 1887 entstandene Verschönerungsverein hatte zum Ziel, den aufblühenden Tourismus zu fördern und die Sehenswürdigkeiten der Gemeinde zu erschließen. Der Gemeindeausschuss setzte in der Ortsentwicklung auf den Fremdenverkehr und teilte der Ansiedlung von Industriebetrieben eindeutige Absagen. Im Jahre 1935 löste das NS-Diktatur den Verschönerungsverein auf.

### Erster Weltkrieg
Ab 1915 machte sich in Farchant der Rohstoffmangel bemerkbar, der in Deutschland durch den Ersten Weltkrieg hervorgerufen wurde. Viele Kinder hatten zerrissene Kleidung und verrichteten auf den elterlichen Anwesen häusliche und landwirtschaftliche Tätigkeiten. An Weihnachten 1915 musste die Gemeinde dem Bezirksamt Garmisch alle aus Kupfer bestehenden Bauteile der Farchanter Kirche auflisten und zur Ablieferung bereithalten. Die vier vorhandenen Kirchenglocken meldete die Gemeinde dem Bezirksamt im Frühjahr 1917. Zwei Glocken wurden daraufhin für die deutsche Rüstungsindustrie eingeschmolzen. Ein Abriss des kupfernen Turmdaches der Kirche konnten die Bewohner kurz vor Kriegsende 1918 verhindern. Insgesamt fielen dem Ersten Weltkrieg 21 Farchanter zum Opfer.

### Novemberrevolution 1918 und Räterepublik
Kurt Eisner rief in der Nacht zum 8. November 1918 in der ersten Sitzung der Arbeiter- und Soldatenräte in München die Republik Bayern aus und erklärte das Königshaus der Wittelsbacher für abgesetzt.

„Die Dynastie Wittelsbach ist abgesetzt! Bayern ist fortan ein Freistaat!“

Die Bewohner Farchants konnten am nächsten Tag im Werdenfelser Anzeiger lesen:

„Private Nachrichten besagen, dass in der Hauptstadt Unruhen ausgebrochen sind. Nach einer Massenvolksversammlung auf der Theresienwiese wurden Umzüge in der Stadt veranstaltet und dabei Läden geplündert. Ein Arbeiter- und Soldatenrat habe sich gebildet.“

Am 12. November bildeten sich mit dem Soldatenrat und am 21. November mit dem Bauernrat im Bezirksamt Garmisch die ersten Räte-Institutionen. Kurt Eisner wurde am 21. Februar 1919 durch den 22-jährigen Leutnant Graf Arco auf Valley mit mehreren Pistolenschüssen ermordet. Die Bewohner im Werdenfelser Land lehnten die Räterepublik ab, und das Garmischer Bezirksamt stellte schon 1919 eine Bürgerwehr auf. Die Mittenwalder Arbeiterräte Böcklein und Murbäck organisierten im April 1919 mit Arbeitern des Walchenseekraftwerks ein Kommando Rotgardisten zur Eroberung des Bezirks Garmisch. Am 23. April 1919 stießen die Rotgardisten südwestlich von Farchant am Lahnewiesgraben auf die Garmischer Bürgerwehr. In der folgenden Schießerei tötete die Bürgerwehr vier Rotgardisten, Murbäck wurde dabei schwer verletzt. Dieser Vorfall ging als „Spartakistenüberfall“ in die Lokalgeschichte ein.
Das Bezirksamt Garmisch stellte anschließend zur Wiederherstellung geordneter Verhältnisse das Freikorps Werdenfels auf. Das 360 Mann starke und Oberst Franz Ritter von Epp unterstellte Freikorps zog Ende April und Anfang Mai nach München. Das Freikorps war maßgeblich bei der gewaltsamen Beendigung der Räterepublik mitbeteiligt.

### Zeit des Nationalsozialismus
Die 1920 in München gegründete Nationalsozialistische Deutsche Arbeiterpartei (NSDAP) trat im Bezirk Garmisch kaum öffentlich in Erscheinung. Nach den Reichs- und Landtagswahlen im Mai 1928 konnte ein starkes Anwachsen der NS-Bewegung auch im Werdenfelser Land beobachtet werden. Einem Netzwerk aus lokalen NS-Stützpunkten gelang es, zwischen 1928 und 1932 flächendeckend alle politischen Parteien in der Region um Farchant anzugreifen. In den ersten Jahren war die antisemitische Haltung der NSDAP ein Hindernis für die Partei, da der mittlerweile mit den anwachsenden Tourismus profitierende Ort das Ausbleiben jüdischer Gäste befürchtete. Bei den ersten Mitgliedern der Partei handelte es sich meist um Ortsfremde. Die NSDAP bemühte sich daraufhin im Bezirk Garmisch erfolgreich, lokale Bezüge vor den Karren der Propaganda zu spannen. So wurde zum Beispiel immer wieder das Freikorps Werdenfels thematisiert, um die Werdenfelser als die „Retter vor dem Bolschewismus“ darzustellen.
Am 30. Januar 1933 ernannte Reichspräsident Paul von Hindenburg den Führer der NSDAP, Adolf Hitler, zum Kanzler des Deutschen Reiches. Bei der Reichstagswahl am 5. März 1933 erzielte die NSDAP in Farchant 51,53 Prozent, im gesamten Bezirk Garmisch erzielte sie 46,21 Prozent und im Deutschen Reich 43,9 Prozent. SA-Leute durchsuchten Ende März in Farchant die Wohnung des Eisenbahnsekretärs Fritz Wandel nach Waffen. Es konnte jedoch nichts gefunden werden. Im Jahre 1935 führten die Nationalsozialisten in Farchant Straßennamen in der Gemeinde ein. Sie ersetzten die seit etwa 1790 gültigen Hausnummern. Die Dorfgasse und jetzige Hauptstraße hieß bis 1945 Adolf-Hitler-Straße.

### Kriegsende 1945 und Nachkriegszeit

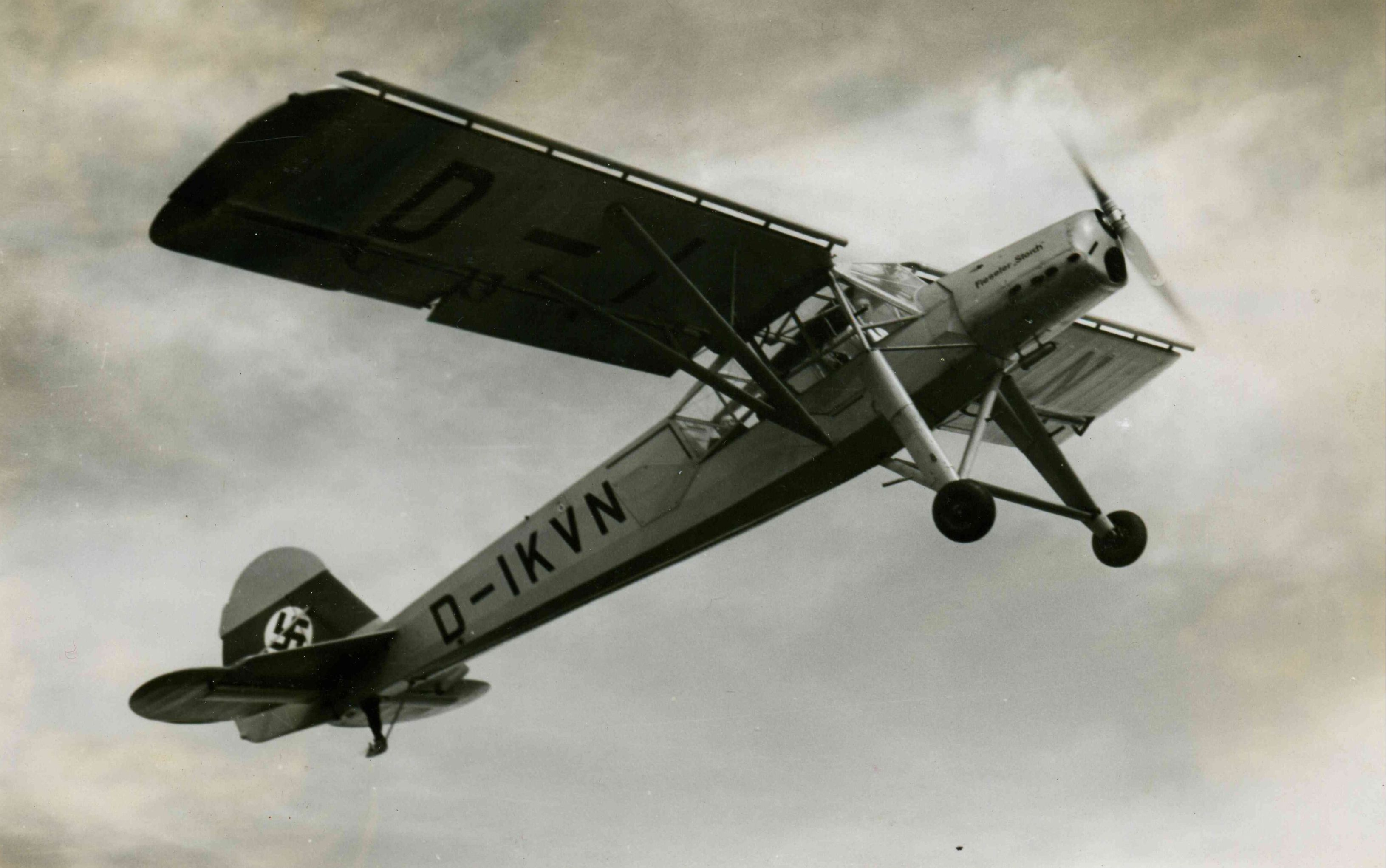
Ein Flugzeug des Typs Fieseler Storch – Fi 156, wie es im Ammergebirge bei Farchant notlanden musste.

Am geschichtsträchtigen Steinernen Brückl richtete die Wehrmacht während des Krieges einen Sperr-Riegel ein. Um diese Sperre besser verteidigen zu können, begannen Mitte April 1945 deutsche Gebirgstruppen acht Kampfstände zu errichten. Diese befanden sich nördlich von Farchant an den Ausläufern des Ammergebirges. Spuren dieser Kampfstände sind heute immer noch in der Landschaft erkennbar. Sie waren massiv gebaut und mit einer erdbeschichteten Rundholzdecke versehen. Die amerikanische 10. Panzerdivision nahm am 27. April 1945 die Stadt Schongau ein. Für die Amerikaner war es wichtig, die 15 Kilometer südlich der Stadt befindlichen Echelsbacher Brücke unversehrt in die Hände zu bekommen. Diese Brücke überspannt in 76 m Höhe die Ammerschlucht und bildet ein wichtiges Glied auf den Weitermarsch nach Garmisch-Partenkirchen.
Am 29. April 1945 überwältigten Einheiten um drei Uhr morgens die schlafende Brückenbesatzung, und die amerikanischen Truppen konnten bis nach Oberammergau vordringen. Bis etwa 15.00 Uhr des 29. April wälzte sich eine Kolonne deutscher Soldaten verschiedener Truppenteile auf der Olympiastraße von Oberau kommend durch Farchant. An der Föhrenheide und am nördlichen Ortsrand blieb immer mehr militärisches Gerät zurück. Die Soldaten versuchten jetzt zu Fuß den Weg in die Kriegsgefangenschaft zu entgehen, indem sie sich in die umliegenden Berge zurückzogen. In vielen Hütten und Höhlen in den Bergen um Farchant hielten sich einige Zeit Soldaten der Wehrmacht versteckt und baten die Bevölkerung um zivile Kleidung und Essen. Am Nachmittag kam unter der Führung des deutschen Majors Pössinger eine Gruppe Parlamentarier aus Garmisch-Partenkirchen auf den Weg nach Oberammergau durch den Ort. Die Parlamentarier wollten den Amerikanern die Kapitulation von Garmisch-Partenkirchen und seiner Nachbarorte anbieten. Die Lage in und um Garmisch-Partenkirchen war bei Kriegsende katastrophal, mehr als 10.000 Verwundete lagen in den Standortlazaretten, die Gegend war voll von Flüchtlingen aus Süddeutschland und den Ostgebieten. Auch hohe Stäbe und Minister zogen bis zum 26. April in das Werdenfelser Land ein. Um einer Bombardierung zu entgehen, und trotz gegenteiliger Befehlslage entschlossen sich Offiziere der Wehrmacht zu einer „Übergabe ohne Blutvergießen aufgrund der ausweglosen Lage“, Zitat des Standortältesten in Garmisch-Partenkirchen, Oberst Ludwig Hörl. Um 17.00 Uhr kamen die ersten Amerikaner in den Ort, und an die Rohre des Spitzenpanzers waren Pössinger und die restlichen Parlamentarier gebunden. Die Amerikaner akzeptierten die Kapitulation, und so konnte Garmisch-Partenkirchen und seine Umgebung von den geplanten Luftangriffen gerettet werden. Gegen 19.00 beschossen versprengte deutschen Soldaten die in Farchant einmarschierten Amerikaner von der Straße zum Esterberg aus, diese erwiderten das Feuer vom südlichen Ortsrand mit Panzerbeschuss. Ab 20.00 Uhr begannen die Truppen mit der Durchsuchung der Häuser in Farchant, und am nächsten Tag musste das Mühldörfl geräumt werden. Am 6. Mai 1945 musste ein deutsches Flugzeug vom Typ Fieseler Storch – Fi 156 an einem Steilhang in der Nähe des Gießenbaches im Ammergebirge notlanden. Der Pilot Josef Kuhn überlebte unverletzt und schlug sich in den Wirren nach der deutschen Kapitulation durch das Ammergebirge und weiter bis zu seiner Heimatstadt Günzburg durch. Die Farchanter Flurbezeichnung ist seitdem „beim Flieger“.
Die Bevölkerung von Farchant sah kein negatives Verhalten der Besatzungstruppen, obwohl eine gewisse Verunsicherung blieb. Menschen mit dunkler Hautfarbe waren für viele Bewohner der Gemeinde eine völlig neue Erfahrung. Am Weide, den heutigen alten Sportplatz, installierten die Amerikaner einen Instandsetzungspunkt für Panzer und Kraftfahrzeuge. Mädchen mit Englischkenntnissen fungierten als Hilfsdolmetscherinnen, während die Buben den Amerikanern als Hilfskräfte zur Räumung von deutscher Munition und Waffen zugeteilt wurden. Die Versorgungskompanie des 54th Armored Infantry Battalion war in Farchant im Gasthof Alten Wirt untergebracht, der angegliederte Personalstab im Gasthof Kirchmayer. Gegenüber dem Alten Wirt richtete die Versorgungskompanie auf einer großen Wiese ein Baseballfeld ein. In die Region gab es keine Lebensmittellieferungen mehr, so dass alles Lebensnotwendige auf dem Schwarzmarkt besorgt werden musste, auf dem nur gegen Wertgegenstände gehandelt werden konnte. Die hungrige und frierende Bevölkerung stahl Gras und Heu aus den Scheunen, Kartoffeln grub sie schon vor der Erntezeit aus. In der Farchanter Schule wurde von den Amerikanern die Schulspeisung eingeführt, bei der Kinder mit Untergewicht gespendete Nahrungsmittel wie Kakao, Brei oder belegte Brote bekamen. Wie die meisten Orte in Bayern, so mussten auch Farchant viele Flüchtlinge aus dem Sudetenland aufnehmen. Die mit wenig Hab- und Gut geflüchteten Menschen wurden Familien in Farchant zugewiesen. Auch im sogenannten Fliegerheim, einer Militärbaracke am Ried, wurden die Flüchtlinge untergebracht. Später ließ die Gemeinde Siedlungsblöcke in der Föhrenheide errichten. Viele der Sudetendeutsche in Farchant bauten dann 1963 im Rahmen des katholischen Siedlungswerks Eigenheime in der Farchanter Föhrenheide.

## Entwicklung der Einwohnerzahl
| Jahr   | Einwohner |
| ------ | --------- |
| um 600 | ≈50       |
| 1546   | ≈200      |
| 1624   | 347       |
| 1730   | 350       |
| 1840   | 360       |
| 1871   | 327       |
| 1900   | 442       |
| 1925   | 734       |
| 1939   | 1237      |
| 1950   | 1941      |
| 1961   | 2105      |
| 1970   | 2835      |
| 1987   | 3220      |
| 1995   | 3658      |
| 2000   | 3757      |
| 2005   | 3717      |
| 2010   | 3683      |
| 2015   | 3655      |

Entwicklung der Einwohnerzahl von Farchant zwischen den Jahren 1730 und 2009

Wie oben beschrieben, ist es anzunehmen, dass es sich bei den ersten Siedlern von Farchant um etwa ein halbes Dutzend Familien handelte, also etwa 50 Personen. Anhand einer Steuertabelle aus dem Jahre 1546 kann man sich ein erstes genaueres Bild von Farchant machen, mit 38 vorkommenden Haushalten ist auf eine Bevölkerungszahl von etwa 200 Personen zu schließen. Die im Auftrag der Regierung aus Freising durchgeführten Volkszählung kam 1624 in Farchant auf 64 Haushalte mit 347 Einwohnern. Farchant war damit der viertgrößte Ort in der Grafschaft Werdenfels. Die Steuertabelle aus dem Jahre 1730 gibt interessante statistische Einzelheiten her: In 65 Häusern sind genau 71 Haushalte, oder 350 Einwohner untergebracht. Davon werden 66 Mann als wehrfähig und 87 Personen als steuerpflichtig beschrieben.